# والتر رایش
والتر رایش (انگلیسی: Walter Reisch؛ زاده ۲۳ مهٔ ۱۹۰۳ درگذشته ۲۸ مارس ۱۹۸۳) یک فیلم‌نامه‌نویس اتریشی-تبار اهل ایالات متحده آمریکا بود. وی بین سال‌های ۱۹۲۵ تا ۱۹۵۹ میلادی فعالیت می‌کرد.

## بخشی از فیلم‌شناسی
- نفرین (۱۹۲۴)
- والس دانوب (۱۹۳۰)
- اپیزود (۱۹۳۵)
- شراره آسمانی (۱۹۳۵)
- کاستا دیوا (۱۹۳۵)
- والس بزرگ (۱۹۳۸)
- نینوتچکا (۱۹۳۹)
- رفیق ایکس (۱۹۴۰) (داستان)
- آن خانم همیلتون (۱۹۴۱)
- چراغ گاز (۱۹۴۴)
- تایتانیک (۱۹۵۳)
- کاستا دیوا (۱۹۵۴)
- سفر به اعماق زمین (۱۹۵۹)